# Tatsu

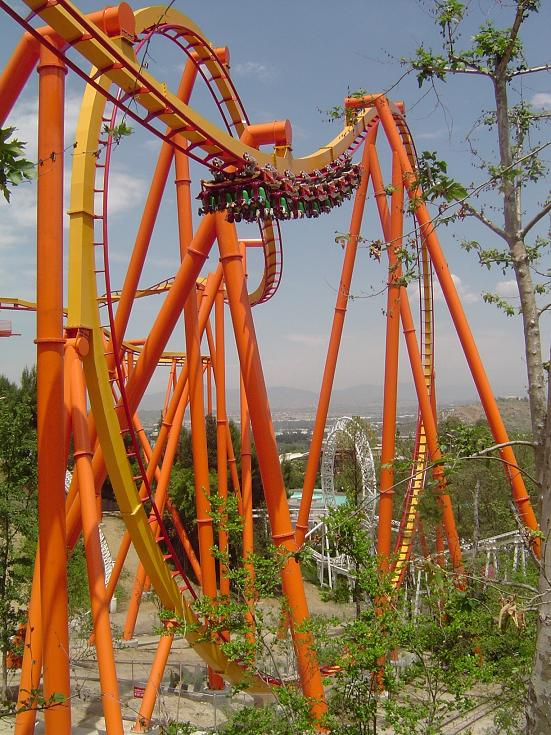
Montanha-russa Tatsu

Tatsu é a mais rápida, alta e extensa montanha-russa tipo voadora (Flying Coaster) do mundo. Está situada no parque de diversões Six Flags Magic Mountain em Santa Clarita no Condado de Los Angeles, Califórnia, Estados Unidos.

## Sobre a atração
Esta montanha-russa estourou duas vezes o prazo de entrega. Com seus 50 metros de altura, ela é a montanha tipo voadora mais rápida, alta e extensa do mundo.

## Ficha técnica
- Parque de Diversões: Six Flags Magic Mountain (Valencia, California 91355 EUA)
- Tipo: Aço - Voadora
- Situação: Em operação desde 13/5/2006
- Extensão: 1097m
- Altura: 51m
- Queda: 33m
- Inversões: 4
- Velocidade: 99 Km/h

## Imagens

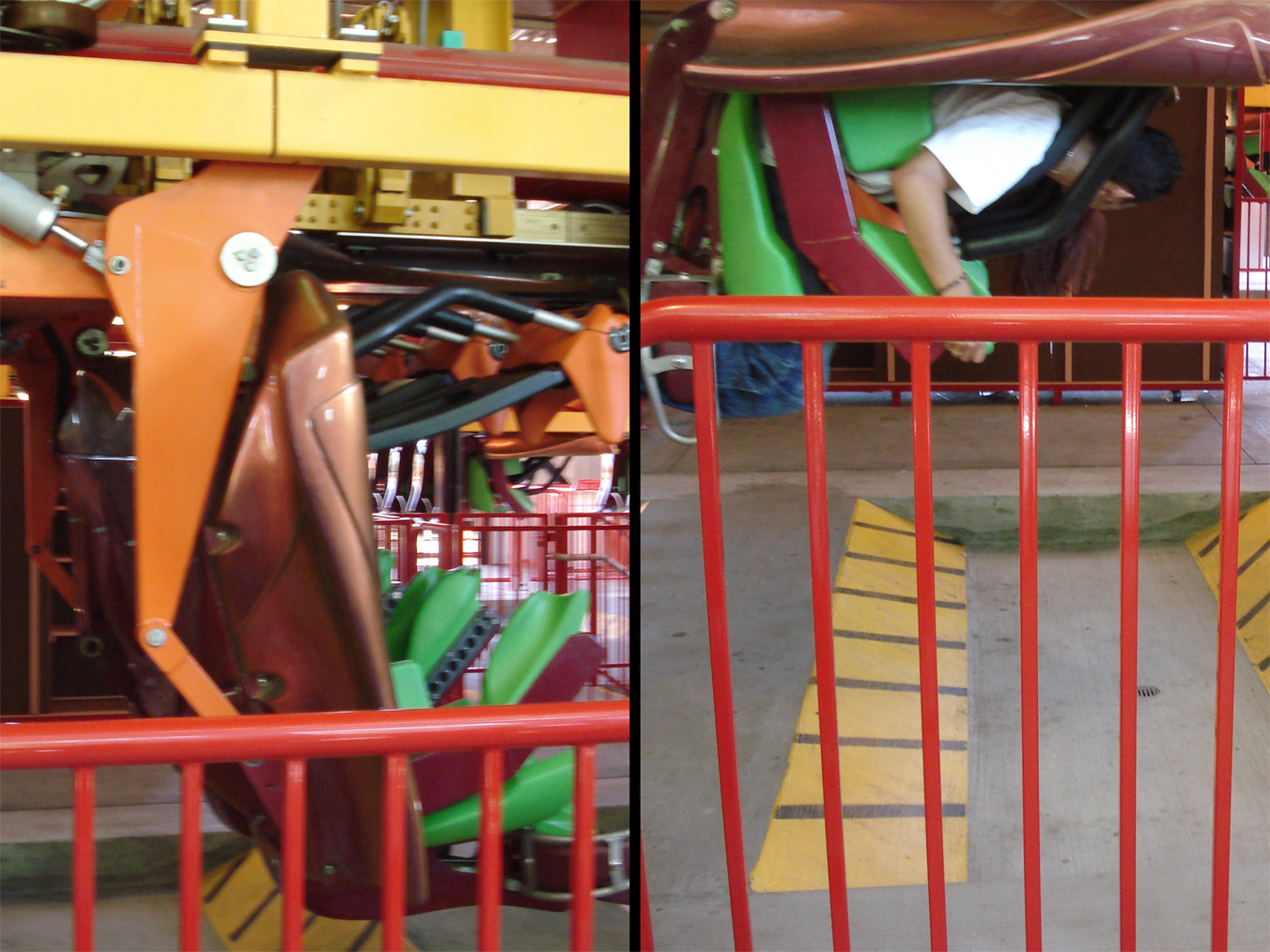
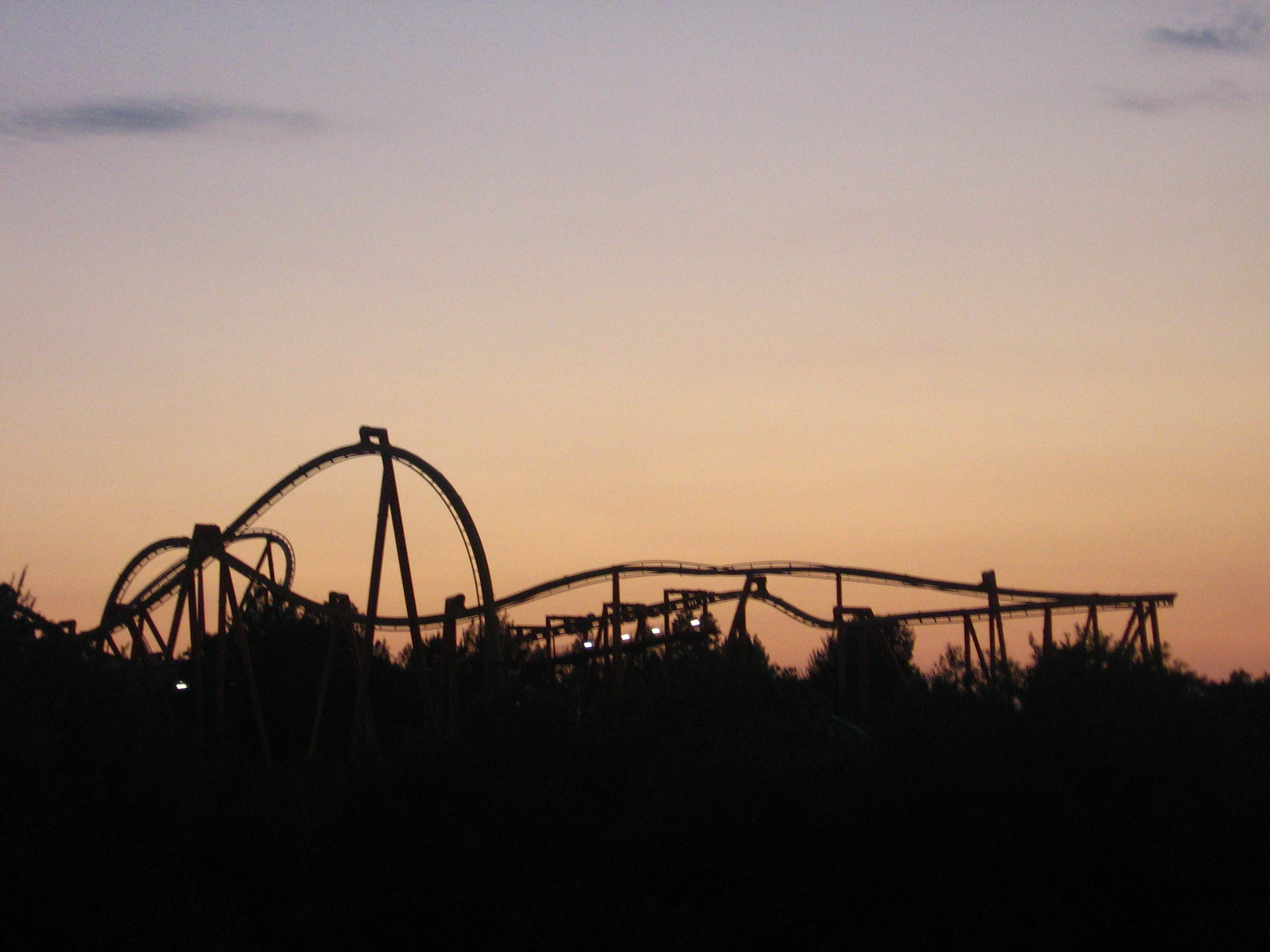
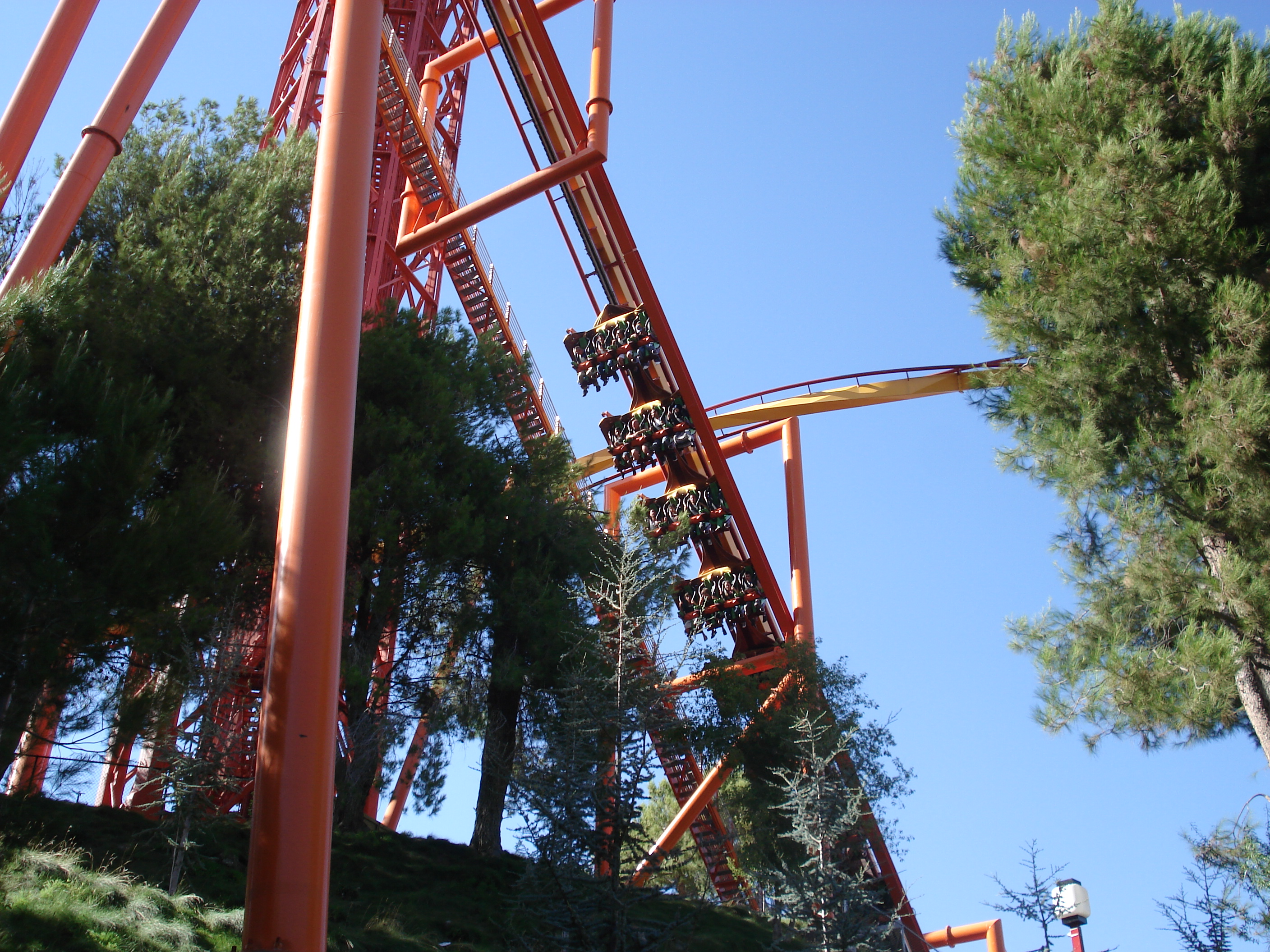